# Jonjo Shelvey
Jonjo Shelvey (født 27. februar 1992) er en engelsk fodboldspiller, der spiller som midtbanespiller hos Premier League-klubben Newcastle United F.C. Han har også repræsenteret Englands fodboldlandshold, både på senior og ungdomsniveau.

## Karriere

### Charlton Athletic
Efter ophold hos Arsenal og West Ham Uniteds ungdomshold, skiftede Shelvey i 2007 til Charlton Athletic. Shelvey blev den yngste debutant for Charlton der han i april 2008 fik debut i en alder af 16 år og 59 dage.
Shelvey blev også Charltons yngste målscorer der han den 3. januar 2009 scorede imod Norwich City i den engelske pokalturnering, FA Cupen. Shelveys første ligamål blev scoret i den 4. april 2009 imod Southampton.
Den 27. februar 2008 underskrev han en professionel kontrakt med Charlton, til trods for at han var eftertraget af større klubber.

### Liverpool F.C.
Shelvey blev købt af Liverpool i maj 2010. Prisen var £1.7 millioner, som dog kunne stige. Shelvey debuterede som indskifter den 22. september 2010 i Liverpools 4-2 nederlag til Northampton Town efter straffesparkskonkurrence. Shelveys første plads blandt de startende 11 var den 21. oktober 2012 hvor Liverpool spillede 0-0 med italienske Napoli.
Sæsonen efter var Shelvey udlejet til Blackpool, men blev kaldt tilbage til Liverpool efter at skadesproblemer havde ramt truppen.
Shelvey underskrev den 10. juli 2012 en 'længerevarende' kontrakt med Liverpool.

### Swansea City A.F.C.
Den 3. juli 2013 skrev Shelvey under på en kontrakt med Swansea. Her spillede han 79 kampe.

### Newcastle United F.C.
I januar 2016 skiftede Jonjo Shelvey til Newcastle United F.C. på en 5½-årig kontrakt.
Allerede en måneds tid senere blev han udnævnt til anfører i skadesfraværet af holdets normale anfører Fabricio Coloccini. Han havde dog ikke held til at holde klubben i Premier League; Newcastle rykkede ned som nummer 18.